# Red Bull RB10
De Red Bull RB10 is een Formule 1-auto, die in 2014 werd gebruikt door het Formule 1-team van Red Bull.

## Onthulling
De RB10 werd op 28 januari 2014 onthuld op het Circuito Permanente de Jerez. De auto werd dat seizoen bestuurd door regerend wereldkampioen Sebastian Vettel en nieuwkomer Daniel Ricciardo. Vettel noemde dit seizoen zijn chassis Suzie. 
Red Bull RB10 ·
Mercedes F1 W05 ·
Ferrari F14 T ·
Lotus E22 ·
McLaren MP4-29 ·
Force India VJM07 ·
Sauber C33 ·
Toro Rosso STR9 ·
Williams FW36 ·
Marussia MR03 ·
Caterham CT05